# Menemerus regius
Menemerus regius är en spindelart som beskrevs av Wesolowska 1999. Menemerus regius ingår i släktet Menemerus och familjen hoppspindlar. Inga underarter finns listade i Catalogue of Life.